# Мария фон Барби-Мюлинген
Мария фон Барби-Мюлинген (на немски: Maria von Barby-Mühlingen; * 8 април 1563; † 19/29 декември 1619 в замък Валдек) е графиня на Барби-Мюлинген и чрез женитби графиня на Валдек-Айзенберг и Ербах-Бройберг.
Тя е дъщеря на граф Албрехт X фон Барби и Мюлинген (1534 – 1586) и съпругата му принцеса Мария фон Анхалт-Цербст (1538 – 1563), дъщеря на княз Йохан II фон Анхалт-Цербст (1504 – 1551) и Маргарета фон Бранденбург (1511 – 1577), дъщеря на курфюрст Йоахим I Нестор от Бранденбург и принцеса Елизабет Датска.
Мария фон Барби-Мюлинген умира на 19/20 декември 1619 г. в замък Валдек на 56 години.

## Фамилия
Мария фон Барби-Мюлинген се омъжва пр. 8 март 1582 г. за граф Йосиас I фон Валдек-Айзенберг (1554 – 1588), син на граф Волрад II фон Валдек-Айзенберг (1509 – 1578) и Анастасия Гюнтера фон Шварцбург-Бланкенбург (1528 – 1570). Те имат четири деца:
- Маргарета Анастасия (* 1584; † 1619)
- Кристиан (* 25 декември 1585, † 31 декември 1637), граф на Валдек-Вилдунген, ∞ 1604 Елизабет фон Насау-Зиген (1584 – 1661)
- Юлиана (* 11 април 1587, † 28 февруари 1622), ∞ 1606 Лудвиг I фон Ербах (1579 – 1643)
- Волрад IV (* 7 юли 1588, † 6 октомври 1640), ∞ 1607 Анна фон Баден-Дурлах (1587 – 1649), наследява 1625 графството Пирмонт

Мария фон Барби-Мюлинген се омъжва втори път на 23 юли 1592 г. за граф Георг III фон Ербах (1548 – 1605), най-възрастният син на Еберхард XII фон Ербах (1511 – 1564) и Маргарета фон Даун (1521 – 1576). Тя е четвъртата му съпруга. Двамата имат 6 деца:
- Доротея (* 13 юли 1593, † 8 октомври 1643)

∞ Валденбург 28 ноември 1610 граф Лудвиг Еберхард фон Хоенлое-Валденбург-Пфеделбах (* 19 януари 1590; † 1 ноември 1650)
- Фридрих Кристиан (* 25 юли 1594; † 15 септември 1594)
- Кристина (* 5 юни 1596; † 6 юли 1646)

∞ Зиген 16 януари 1619 граф Вилхелм фон Насау-Зиген (* 12 август 1592; † 18 юли 1642, убит)
- Георг Албрехт I (* 16 декември 1597; † 25 ноември 1647), от 1606 граф на Ербах, Шьонберг и Зеехайм, на Райхенберг 1623, на Фюрстенау 1627, цялата собственост 1643

∞ Ербах 29 май 1624 графиня Магдалена фон Насау-Диленбург (* 13 ноември 1595; † 31 юли 1633), дъщеря на Йохан VI фон Насау-Диленбург
∞ 23 февруари 1634 Анна Доротея Шенкин фон Лимпург-Гайлдорф (* 1612; † 23 юни 1634);
∞ Франкфурт на Майн 26 юли 1635 графиня Елизабет Доротея фон Хоенлое-Шилингсфюрст (* 27 август 1617; † 12 ноември 1655)
- Елизабет Юлиана (* 22 януари 1600; † 29 май 1640)

∞ Аролзен 2 март 1620 граф Георг Лудвиг фон Льовенщайн-Шарфенек (* 29 януари 1587; † 3. януари 1633)
∞ Вербесканс 25 юли 1636 Юхан Банер, генерал-фелдмаршал (1596 – 1641)
- Луиза Юлиана (* 18 юни 1603; † 28 септември 1670)

∞ 19 януари 1624 граф Ернст фон Сайн-Витгенщайн (* 26 август 1594; † 22 май 163